# La Mola
La Mola is een 1104 meter hoge berg die zich bevindt in het natuurpark Sant Llorenç de Munt, op ongeveer 30 km van de Catalaanse stad Barcelona. Het is de hoogste berg van het park en een van de karakteristieke elementen van het landschap in de hele comarca. Op de top ligt het Romaanse klooster van Sant Llorenç de Munt, dat tegenwoordig een museum en restaurant herbergt.